# Harapanahalli, Krishnarajpet
Harapanahalli là một làng thuộc tehsil Krishnarajpet, huyện Mandya, bang Karnataka, Ấn Độ.